# Кочетков Микола Георгійович
Микола Георгійович Кочетков (12 серпня 1927, село Ольшанка Балашовського повіту, тепер Саратовської області, Російська Федерація — 14 липня 2002, місто Кемерово, Російська Федерація) — радянський діяч, новатор виробництва, шахтар, бригадир прохідницької бригади шахти № 3—3-біс, директор шахт «Манеїха» та імені Калініна виробничого об'єднання «Прокоп'євськвугілля» Кемеровської області. Депутат Верховної ради Російської РФСР 6—7-го скликань. Кандидат у члени ЦК КПРС у 1966—1981 роках. Герой Соціалістичної Праці (15.10.1965).

## Біографія
Народився в селянській родині. Трудову діяльність розпочав у 1946 році обліковцям колгоспу в селі Ольшанка Саратовської області.
У 1947 році був направлений в школу фабрично-заводського навчання (ФЗН) № 80 міста Прокоп'євська Кемеровської області.
У 1947—1955 роках — електрослюсар, у 1955—1957 роках — прохідник, у вересні 1957—1969 роках — бригадир прохідницької бригади шахти № 3—3-біс («Центральна») тресту «Кіроввугілля» (потім — «Прокоп'євськвугілля») комбінату «Кузбасвугілля» міста Прокоп'євська Кемеровської області. Під керівництвом Кочеткова бригада неодноразово досягала рекордних показників, а в 1964 році встановила найвищий в СРСР рекорд проходки: за 31 робочий день було пройдено 1172 метра гірничих виробіток.
Член КПРС з 1957 року.
У 1965 році закінчив вечірнє відділення Прокоп'євського гірничого технікуму Кемеровської області.
Указом Президії Верховної Ради СРСР від 15 жовтня 1965 року за видатні успіхи в організації прохідницьких робіт і досягнення високих темпів проходки гірських виробіток Кочеткову Миколі Георгійовичу присвоєно звання Героя Соціалістичної Праці з врученням ордена Леніна і золотої медалі «Серп і Молот».
У 1969—1970 роках — начальник, у вересні 1970 — січні 1974 року — директор шахти «Манеїха» комбінату «Прокоп'євськвугілля» Кемеровської області.
У січні 1974 — 1985 року — директор шахти імені Калініна виробничого об'єднання «Прокоп'євськвугілля» Кемеровської області.
З 1985 року — голова Кемеровського обласного комітету народного контролю.
З 1990-х років — на пенсії в місті Кемерово. Був членом Ради старійшин при губернаторові Кемеровської області.
Помер 14 липня 2002 року в місті Кемерово.

## Нагороди і звання
- Герой Соціалістичної Праці (15.10.1965)
- орден Леніна (15.10.1965)
- орден Жовтневої Революції
- орден Трудового Червоного Прапора
- медаль «За особливий внесок у розвиток Кузбасу» І ст.
- медалі
- знак «Шахтарська слава» І, ІІ, ІІІ ст.
- Почесний шахтар СРСР